# Transact-SQL
Transact-SQL, T-SQL oznacza transakcyjny SQL, czyli rozszerzenie języka SQL umożliwiające tworzenie konstrukcji takich jak pętle, instrukcje warunkowe oraz zmienne. Jest używany do tworzenia wyzwalaczy, procedur i funkcji składowanych w bazie. Został stworzony przez Sybase i wbudowany do serwerów SQL tej firmy, później prawa kupiła firma Microsoft i wykorzystuje ten język w kolejnych wersjach MS SQL Server.